# Струнен квартет № 12 (Дмитрий Шостакович)
Струнен квартет № 12 в ре бемол мажор (опус 133) е струнен квартет на руския композитор Дмитрий Шостакович.
Написан е за няколко дни в началото на 1968 година и включва необичайни за автора експерименти с тоналностите като елементи на додекафония. Представен е за пръв път на 14 юни 1968 година в Москва в изпълнение на Струнен квартет „Бетховен“, на чийто цигулар Дмитрий Циганов е посветен от композитора.